# بقالة
البقالة هي محل لبيع المواد الغذائية بالتجزئة. والبقال هو صاحب محل البقالة الذي يقوم بتخزين أنواع مختلفة من المواد الغذائية من أماكن مختلفة وبأذواق متنوعة، ويبيعها للزبائن. يُسمى صاحب البقالة البقَّال أو السمَّان أو البدَّال، ويعرف صاحب محل البقالة الذي يبيع الخضروات بـ «الخُضري» والذي يبيع الفواكه بـ «الفكهاني».

## البقالة حسب البلد

### المملكة المتحدة

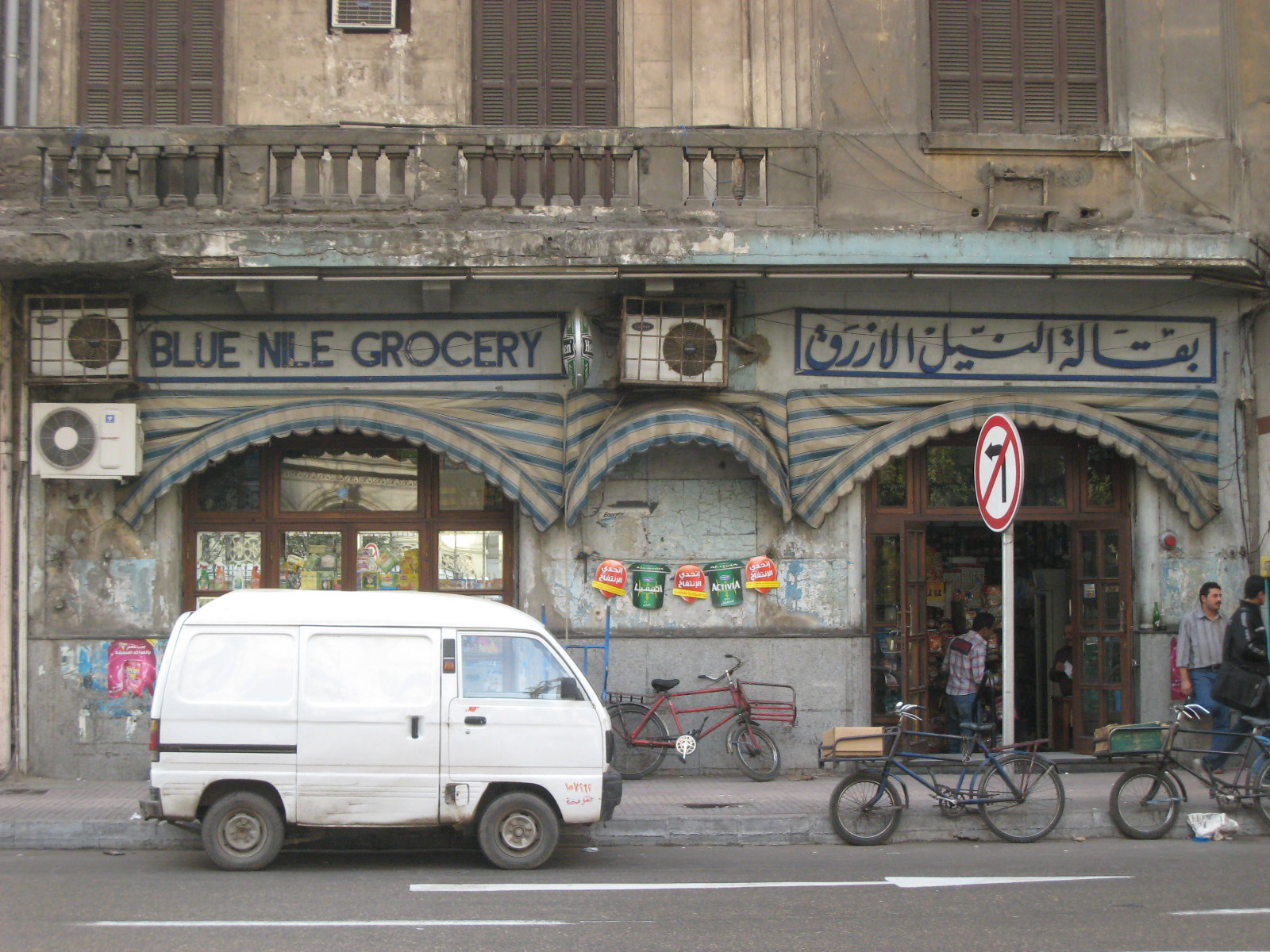
بقالة النيل الأزرق في القاهرة

في المملكة المتحدة، تشمل المصطلحات شائعة الاستخدام مثل «سوبر ماركت» لمتاجر البقالة كبيرة الحجم، و«متجر الزاوية»، أو «متجر صغير»، أو «بقالة» (بمعنى متجر بقالة) للتنسيقات الأصغر. لا يُستخدم مصطلح «محل بقالة» في أمريكا الشمالية. ينص قاموس أكسفورد على أن «البقالة» (خاصة باللغة الإنجليزية البريطانية) وهي متجر يبيع الطعام والأشياء الأخرى المستخدمة في المنزل. لا تحدد حكومة المملكة المتحدة «البقالة (المتجر)»  أو «السوبر ماركت» ولا تفرق بينهما، ولكنها تحدد أنواع تنسيقات المتاجر (سواء كانوا يبيعون البقالة أو غير ذلك):
- «المتاجر الشاملة»: بمساحة تزيد عن 1400 متر مربع (15000 قدم مربع)

- «المتاجر متوسطة المدى»: بين 280 و1400 متر مربع (3000 و15000 قدم مربع)

- «المتاجر الصغيرة»: أقل من 280 مترًا مربعًا (3000 قدم مربع)

### الهند

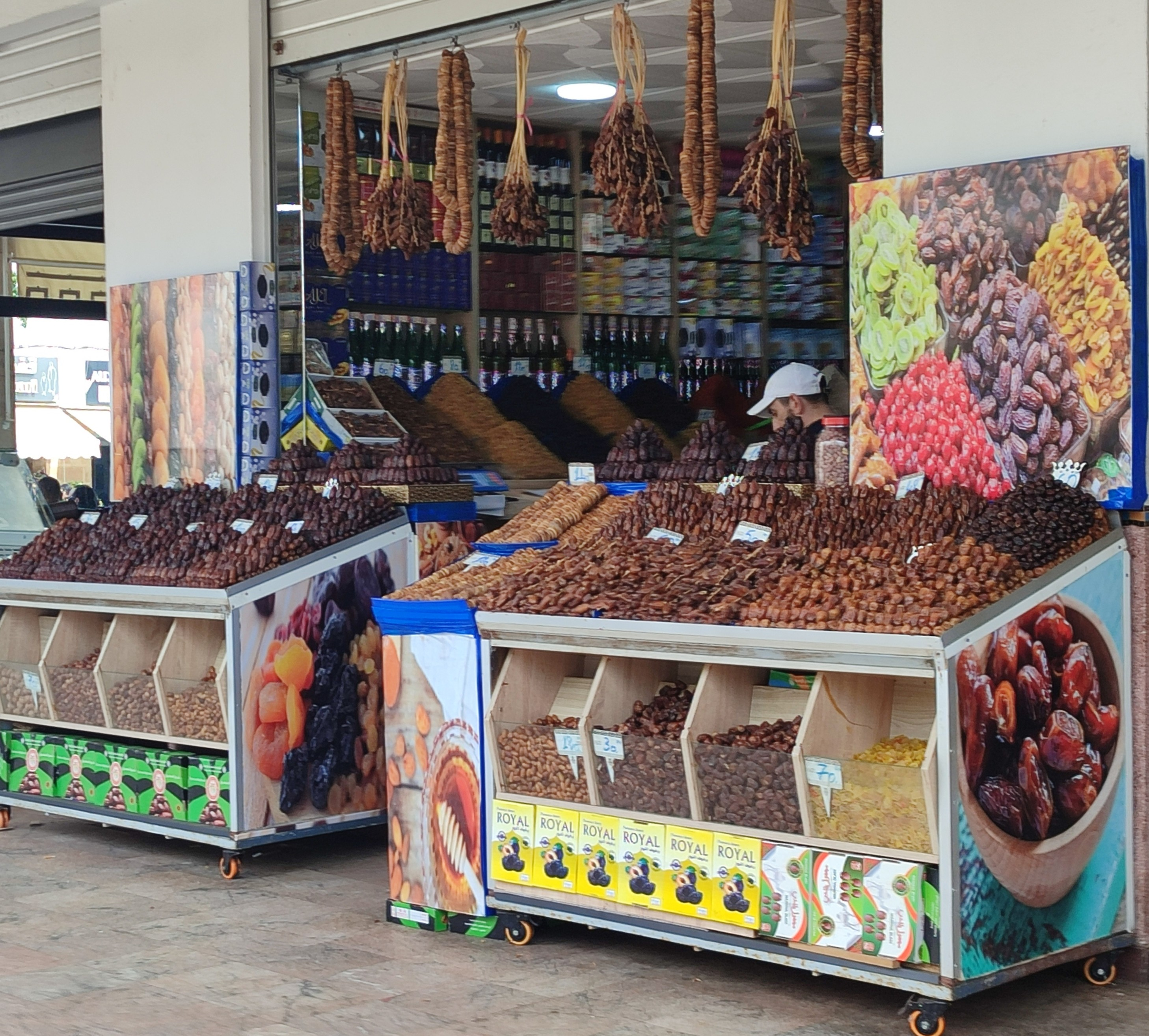
متجر بقالة بالمدينة العتيقة للرباط

في تناقض مع الولايات المتحدة، فإن «متجر البقالة» بعيد كل البعد عن كونه مرادفًا للسوبر ماركت. 90٪ من مبيعات سوق البقالة والأطعمة الهندية البالغة 810 مليار دولار توجد في 12 مليون محل بقالة صغير، يُطلق عليها كيرانا أو مام آند بوب شوبز.

## التاريخ

### تاريخ البقالة في أروبا

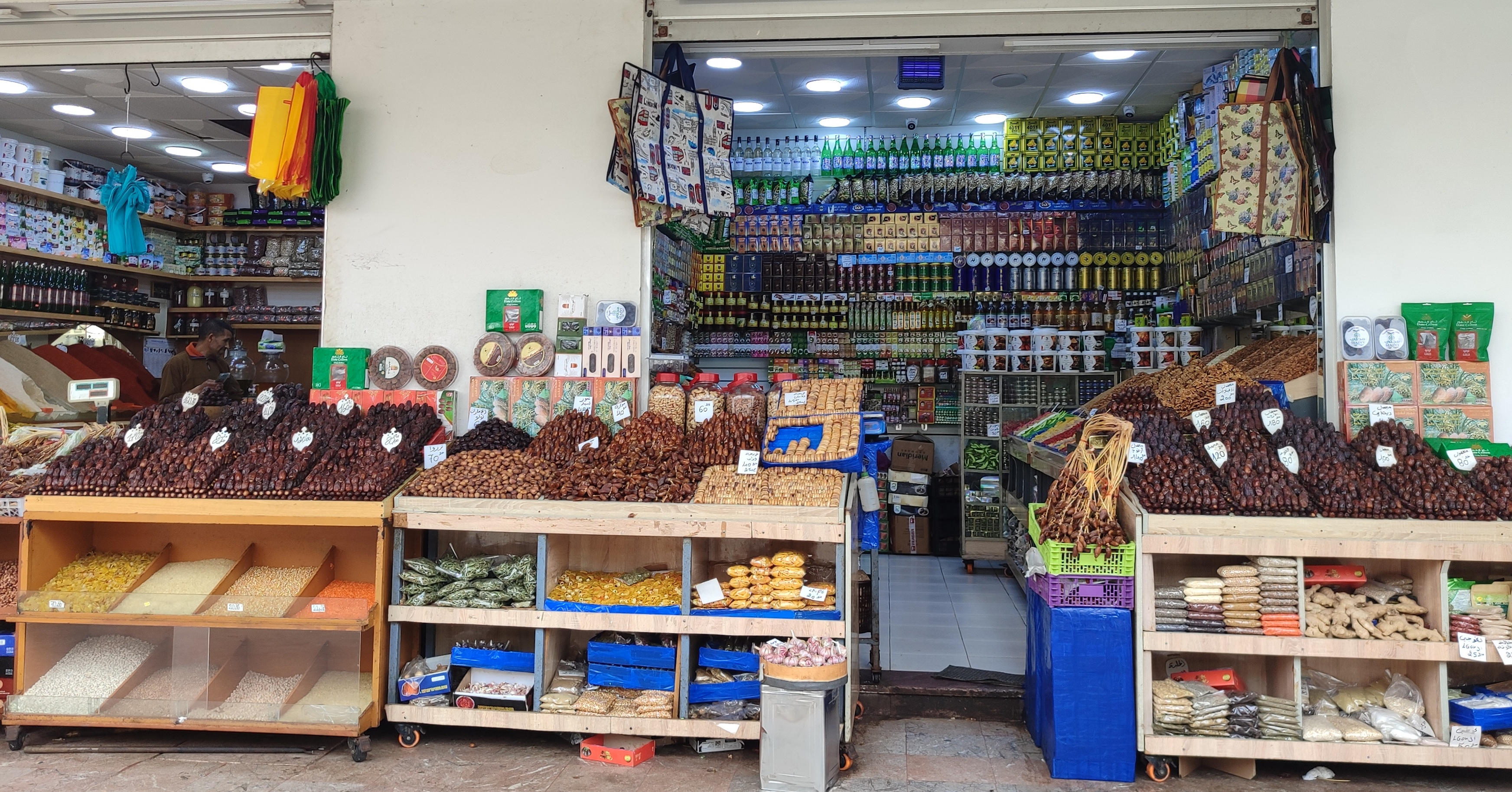
بقال بمدينة الرباط

في وقت مبكر من القرن الرابع عشر، كان البقال (أو «المورِّد») تاجرًا للسلع الجافة مثل التوابل والفلفل والسكر و (لاحقًا) الكاكاو والشاي والقهوة. نظرًا إلى شراء هذه العناصر بكميات كبيرة في كثير من الأحيان، فقد سُمّيت بعد الكلمة الفرنسية لتاجر الجملة، أو «إجمالي». وهذا بدوره مشتق من المصطلح اللاتيني في العصور الوسطى «غروساريوس»، والذي اشتق منه أيضًا مصطلح «إجمالي» (بمعنى كمية 12 دزينة، أو 144).
مع تزايد أعداد المواد الغذائية الأساسية التي أصبحت متوفرة في العلب وغيرها من العبوات غير القابلة للتلف، وسعت التجارة مقاطعتها. واليوم يتعامل بقّالو البقالة ضمن مجموعة واسعة من المواد الغذائية الأساسية بما في ذلك المواد سريعة التلف مثل منتجات الألبان واللحوم والمنتجات. وبالتالي فإن هذه البضائع تسمى «سلعًا».
لا تزال العديد من المناطق الريفية تحتوي على متاجر عامة تبيع سلعًا تتراوح من منتجات التبغ إلى المناديل المستوردة. تقليديًا، تقدم المتاجر العامة الائتمان لعملائها، وهو نظام دفع يعمل على الثقة بدلاً من بطاقات الائتمان الحديثة. سمح ذلك لعائلات المزارع بشراء المواد الغذائية الأساسية حتى يتم بيع محصولهم.

في عام 1916، افتتح المخترع ورجل الأعمال كلارنس سوندرز متجر بيغلي ويغلي وهو أول متجر بقالة ذاتية الخدمة في ممفيس- تينيسي. قبل هذا الابتكار، كانت متاجر البقالة تعمل بطريقة البيع المباشر، حيث يطلب العملاء من البقال استرداد العناصر من المخزون. سمح اختراع سوندرز لعدد أقل بكثير من الموظفين بخدمة العملاء، وأثبت نجاحه (وفقًا للعدد 1929 من مجلة تايم) «جزئيًا بسبب حداثته، ويرجع ذلك جزئيًا إلى أن العبوات الأنيقة والاعتمادات الإعلانية الكبيرة جعلت من بيع البقالة بالتجزئة إجراءً تلقائيًا تقريبًا».

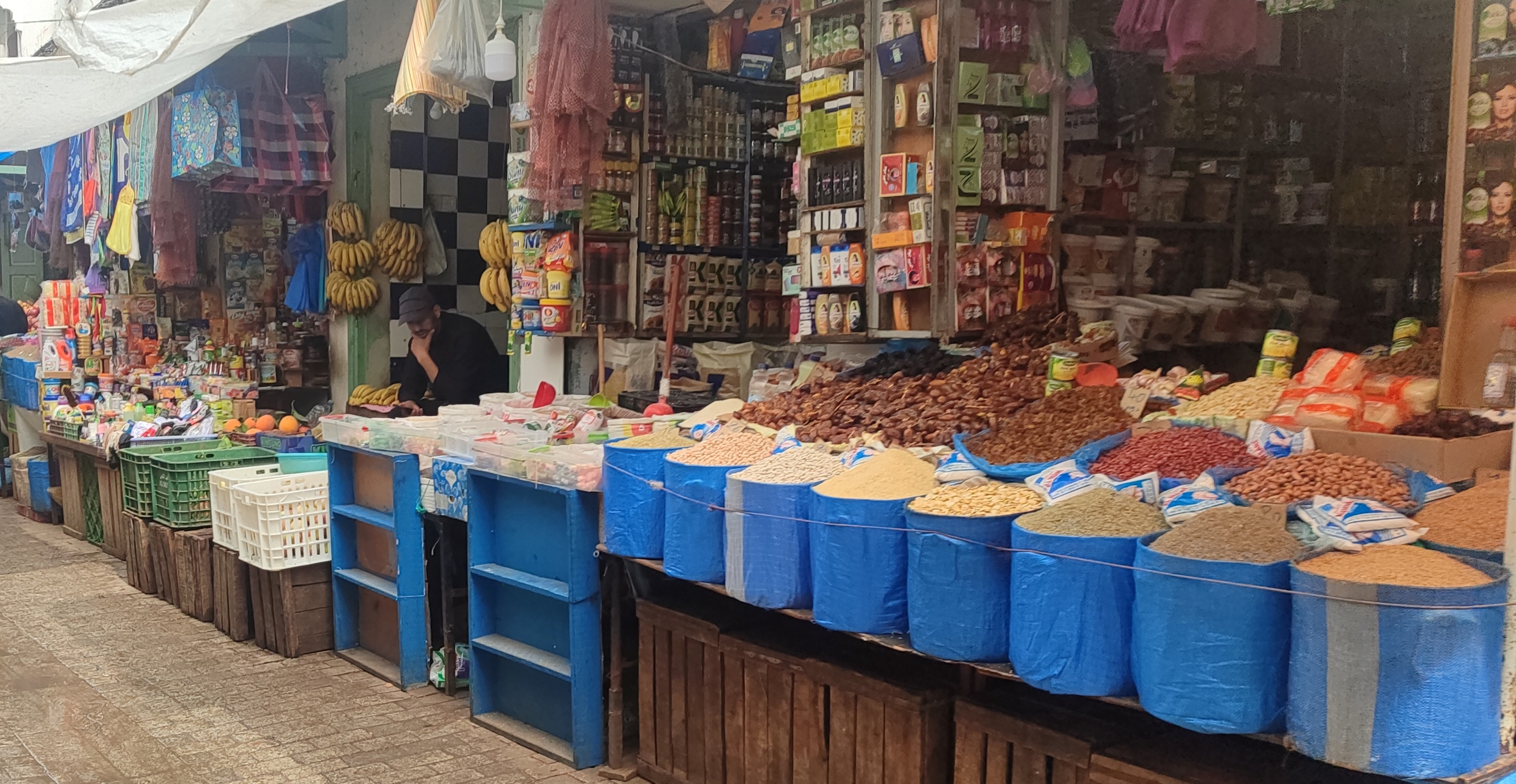
محلات بقالة بمدينة الرباط

بدأت محلات السوبر ماركت المبكرة كسلاسل لمحلات البقالة. إن تطوير محلات السوبر ماركت ومحلات البقالة الكبيرة الأخرى يعني أن متاجر البقالة الصغيرة غالبًا ما تضطر إلى إنشاء سوق متخصصة من خلال بيع أطعمة فريدة وعالية الجودة أو عرقية لا يمكن العثور عليها بسهولة في محلات السوبر ماركت. قد يتنافس متجر بقالة صغير أيضًا من خلال تحديد موقعه في منطقة تجارية - سكنية مختلطة قريبة من عملائها وملائمة لهم. أصبحت الأطعمة العضوية أيضًا سوقًا متخصصًا أكثر شعبية للمتاجر الصغيرة.
تعمل متاجر البقالة في العديد من الأساليب المختلفة التي تتراوح من العمليات المملوكة للأسرة الريفية، مثل آي جي أي إس، إلى سلاسل البوتيك، مثل هول فودز ماركت وتريدر جوز، إلى متاجر سلسلة سوبر ماركت أكبر مثل متجر والمارت ومتجر كروغر. في بعض الأماكن، كانت التعاونيات الغذائية أو الأسواق التعاونية التي يملكها المتسوقون منتشرة بشكل كبير. ومع ذلك، كان هناك اتجاه مؤخرًا نحو المتاجر الأكبر التي تخدم مناطق جغرافية أكبر. لقد فرضت محلات السوبر ماركت الكبيرة جدًا «الكل في واحد» مثل والمارت وتارغت وميجر مؤخرًا توحيد أعمال البقالة في بعض المناطق، كما أدى دخول متاجر متنوعة مثل دولار جينيرال إلى المناطق الريفية إلى تقويض العديد من متاجر البقالة التقليدية. وضعت القوة الشرائية العالمية لمثل هذه الشركات ذات الكفاءة العالية عبئًا ماليًا متزايدًا على متاجر البقالة المحلية التقليدية بالإضافة إلى سلاسل المتاجر الكبرى الوطنية، وانهار الكثير منهم في نهاية العالم للبيع بالتجزئة في العقد الأول من القرن الحادي والعشرين.
تعد العديد من المدن الأوروبية (روما، على سبيل المثال) كثيفة السكان والمباني لدرجة أن محلات السوبر ماركت الكبيرة، بالمعنى الأمريكي، لا يمكن أن تحل محل بقالة الحي. ومع ذلك، ظهرت متاجر «مترو» في مراكز المدن والمدن في العديد من البلدان، ما أدى إلى تراجع المتاجر الصغيرة المستقلة. تضعف محلات السوبر ماركت الكبيرة والمتاجر الكبيرة خارج المدينة، مثل تيسكو وسينسبري في المملكة المتحدة، التجارة بشكل ثابت من المتاجر الصغيرة. تتولى العديد من سلاسل البقالة مثل سبار أو ميس نموذج الأعمال العائلية المعتاد.

## معرض الصور

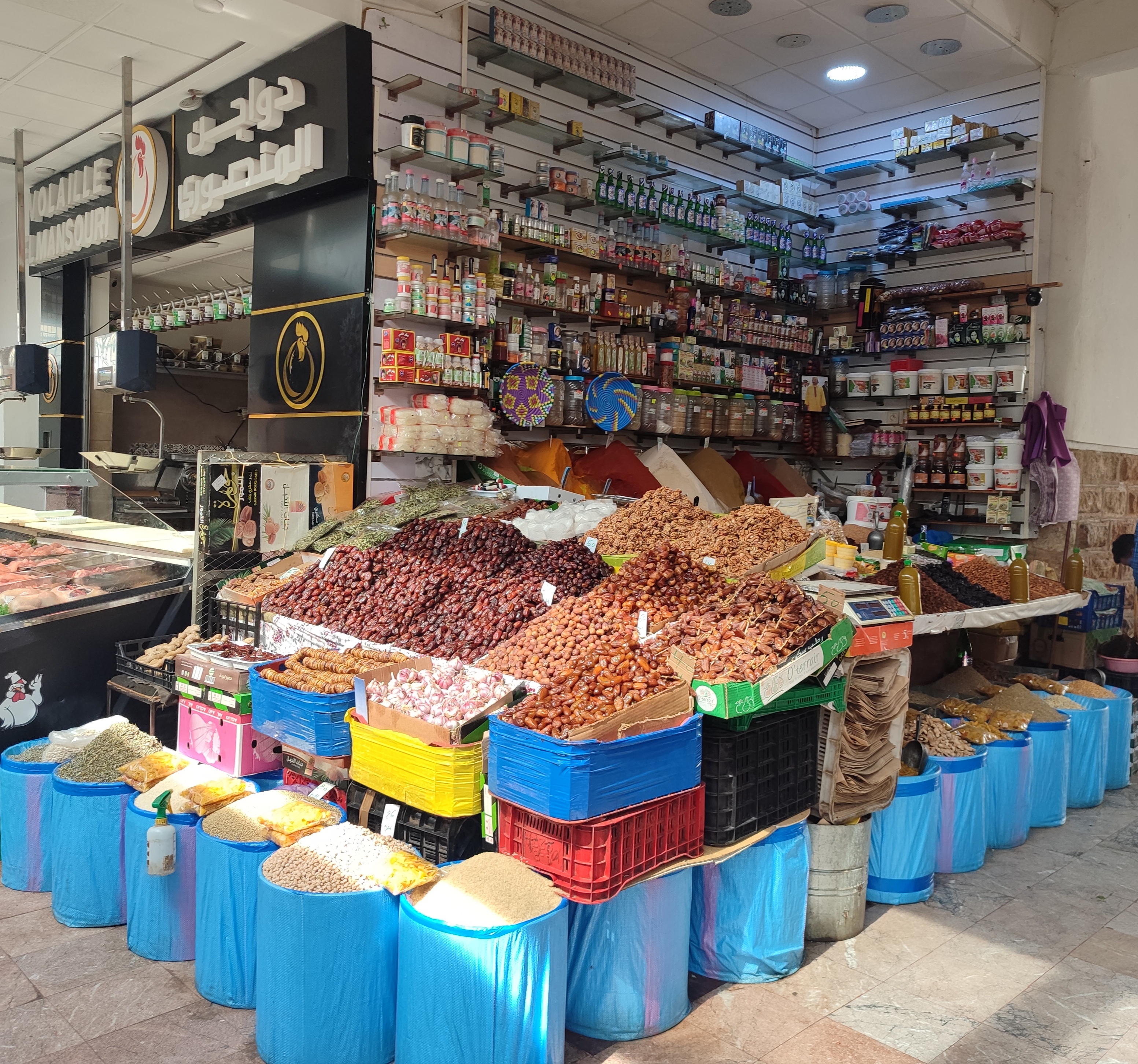
بقال في المغرب
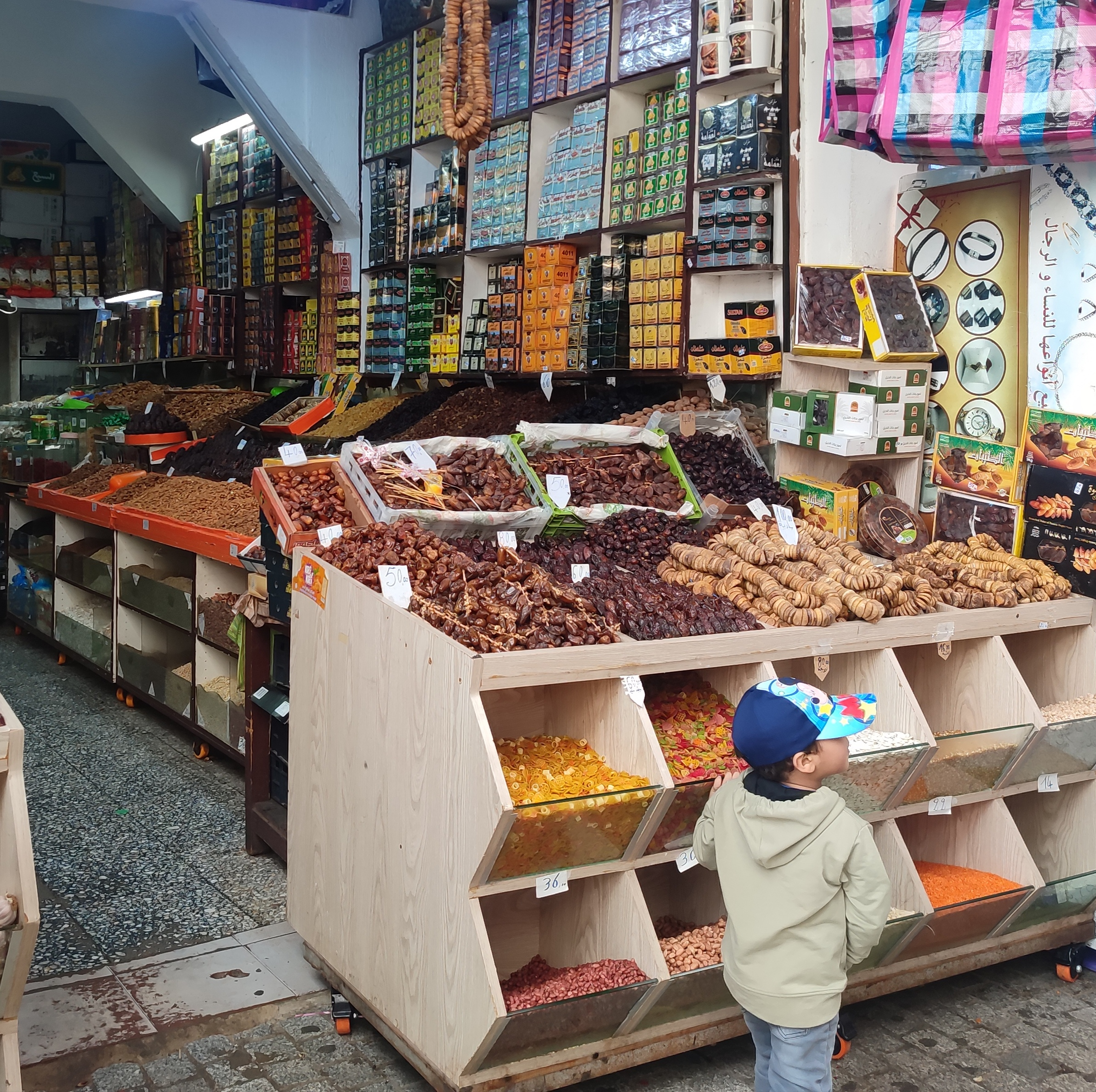
محل بقالة بمدينة الرباط
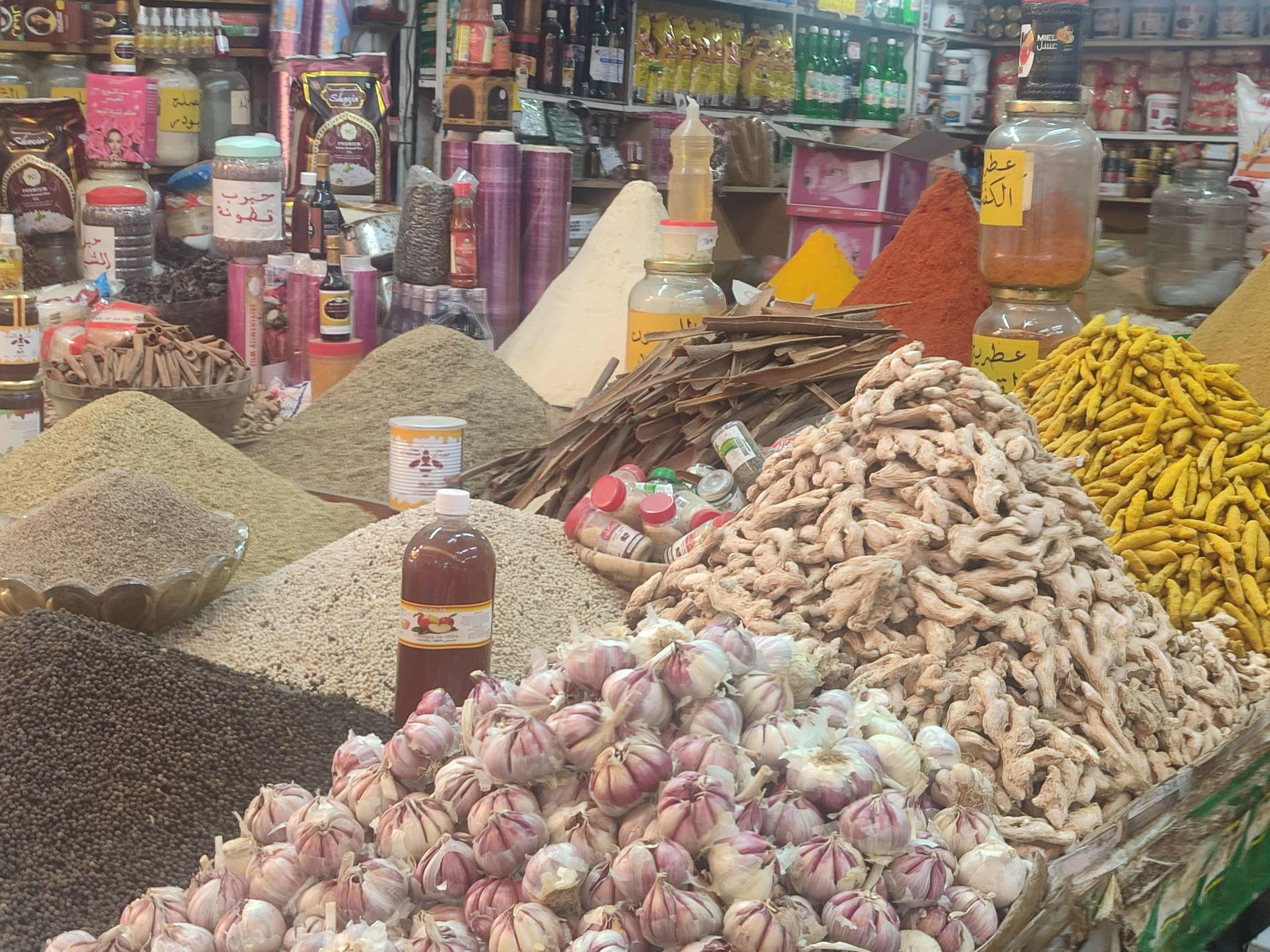
محل بقالة بسوق جميعة بالدار البيضاء.
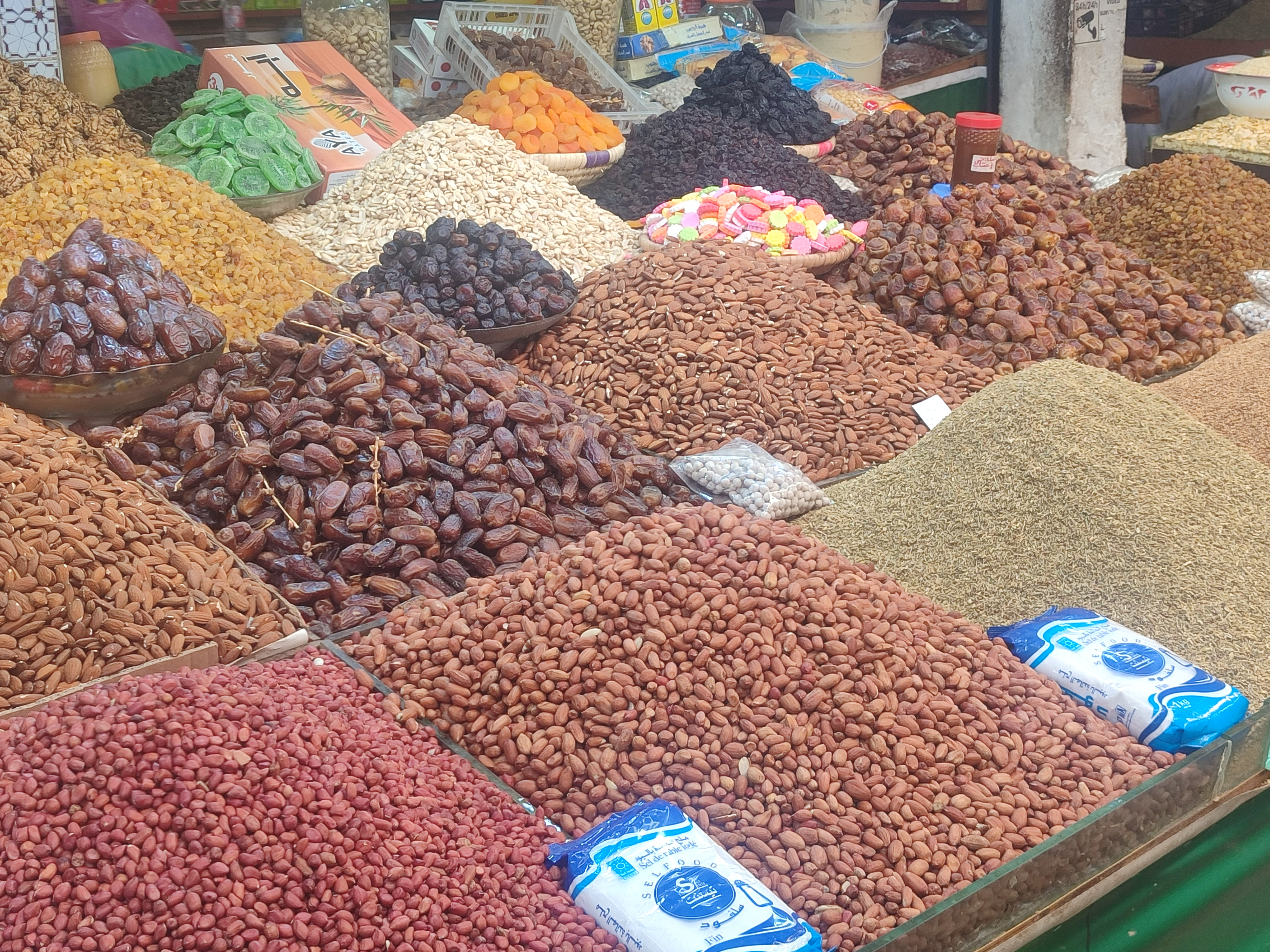
محل بقالة بسوق جميعة بالدار البيضاء.
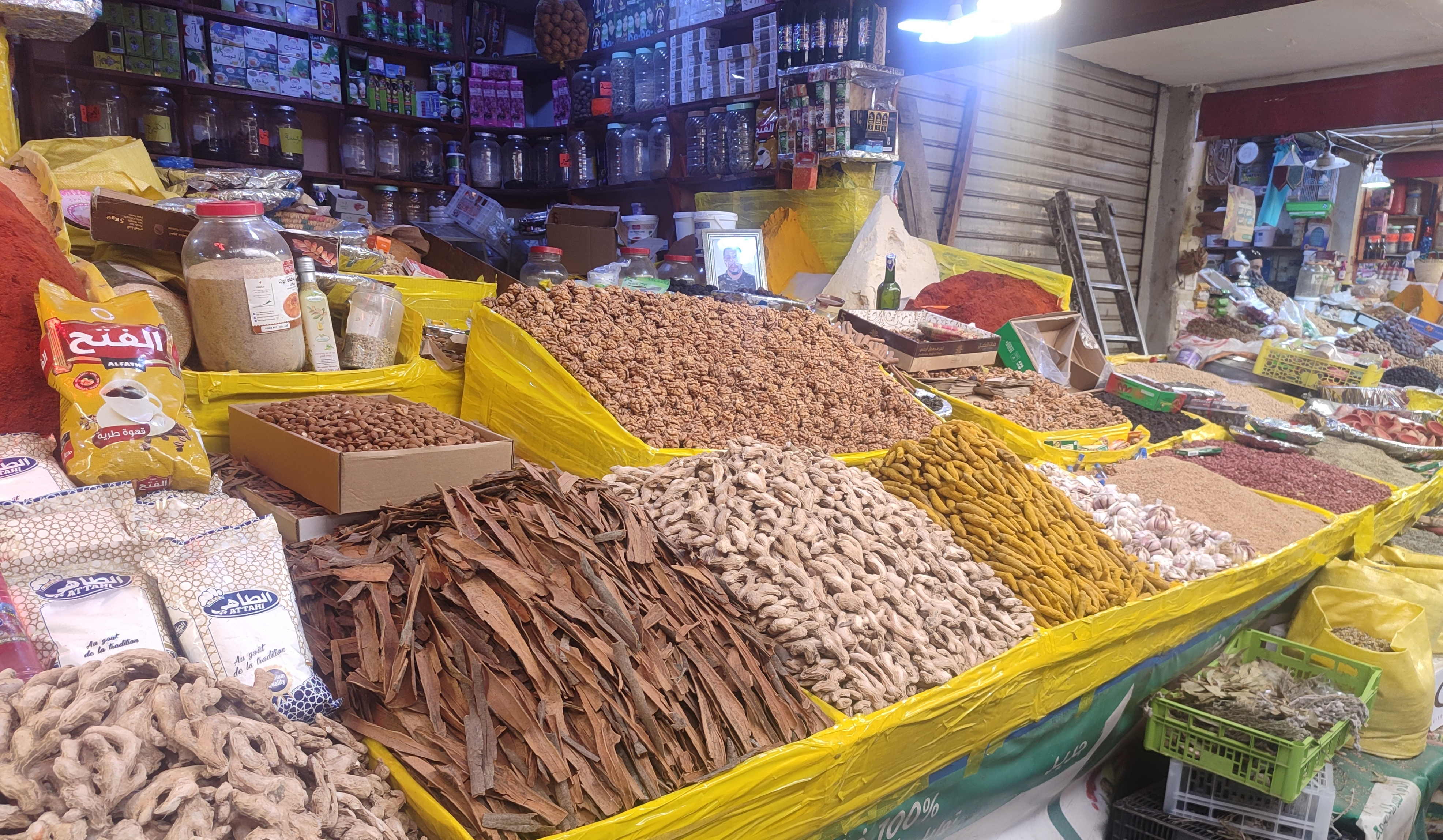
محل بقالة بسوق جميعة بالدار البيضاء.
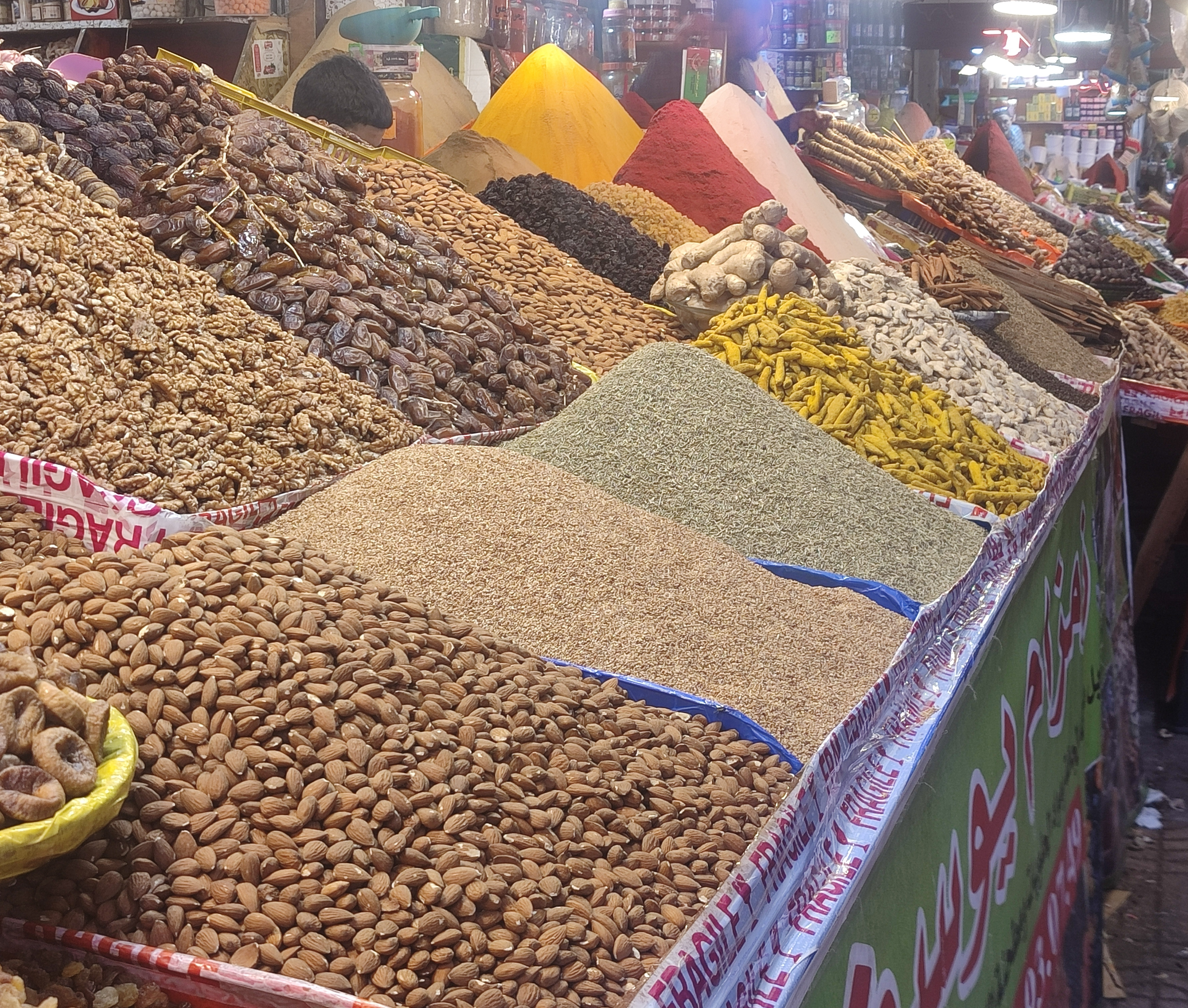
محل بقالة بسوق جميعة بالدار البيضاء.
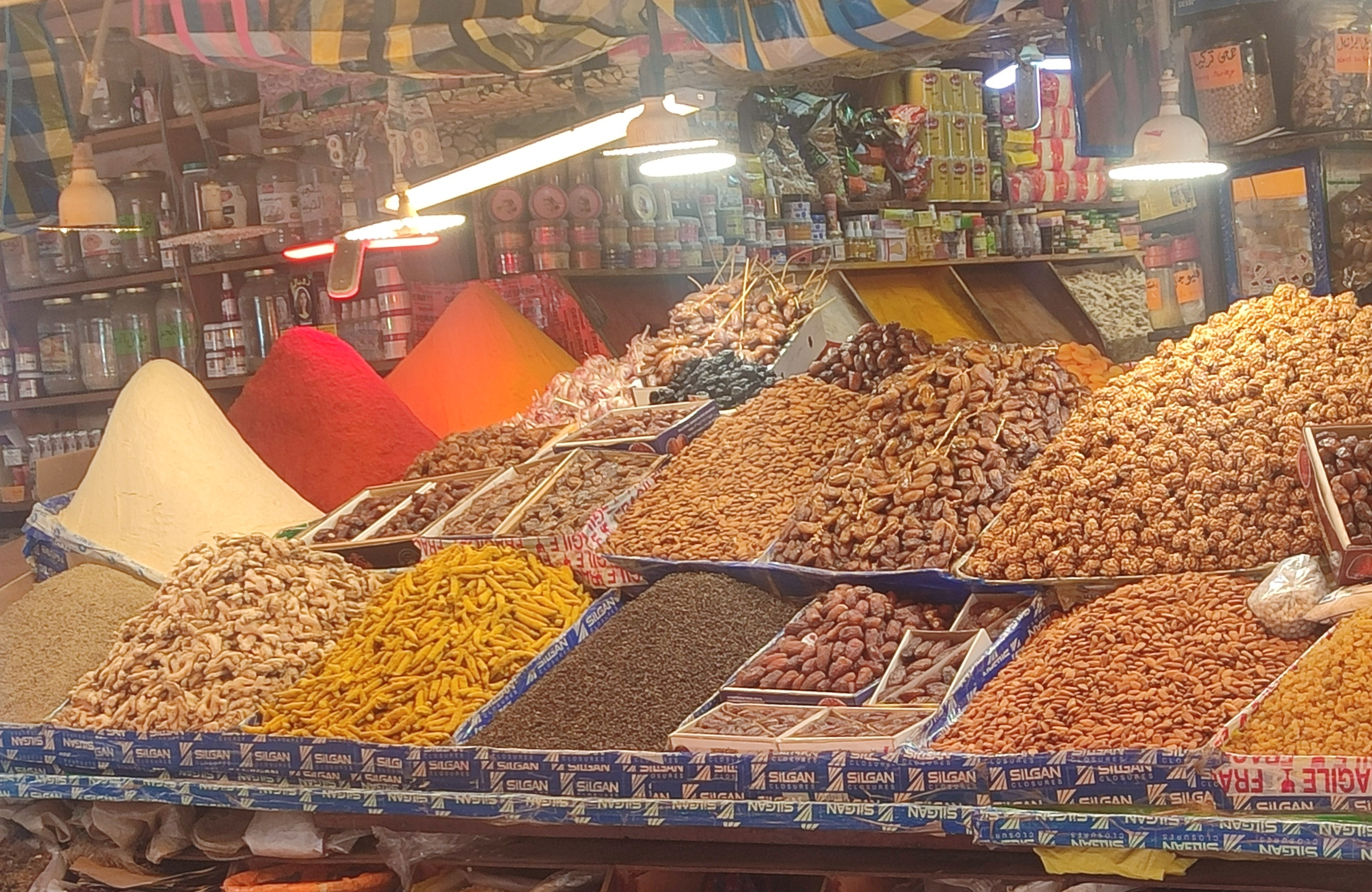
محل بقالة بسوق جميعة بالدار البيضاء.